# Nave fantasma

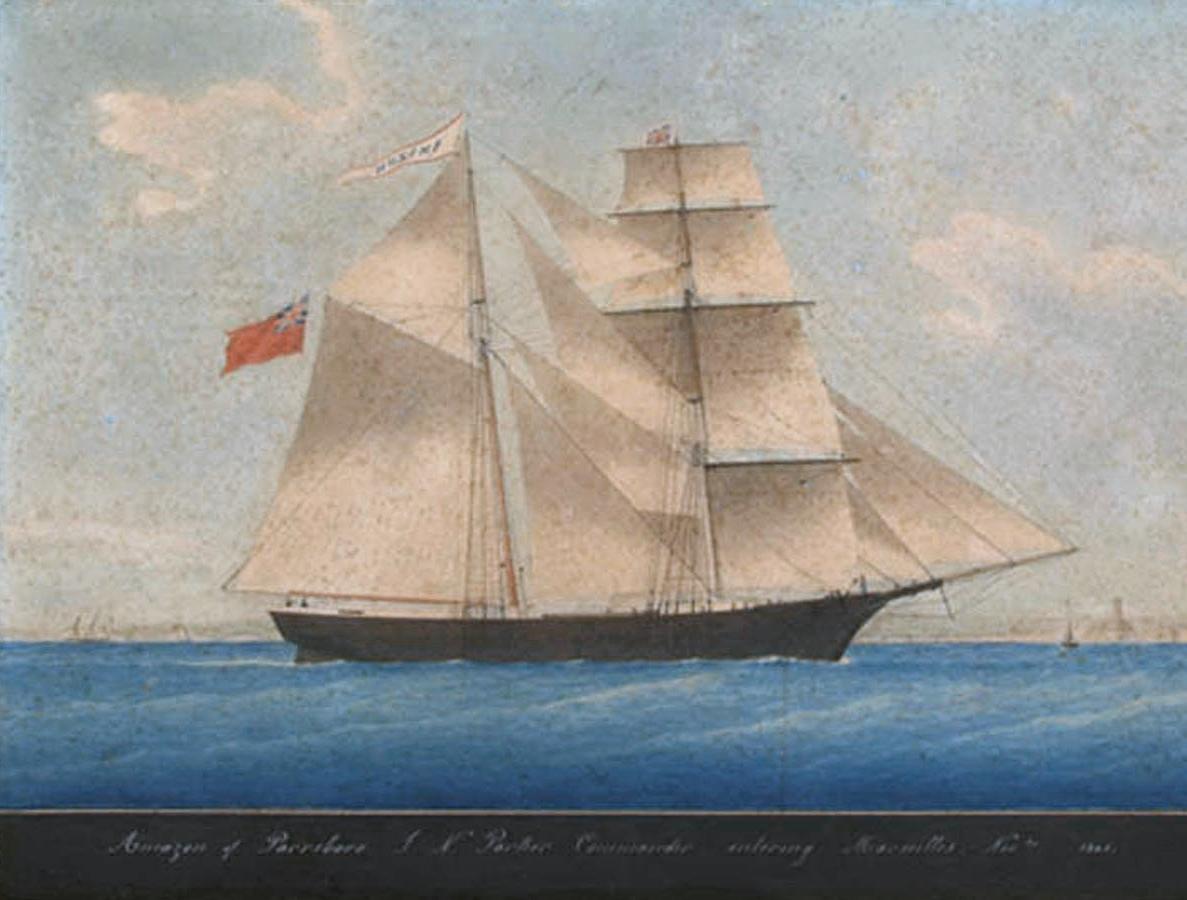
Il brigantino Amazon entra a Marsiglia nel novembre del 1861. Più tardi viene ribattezzato Mary Celeste, nome con il quale sarà conosciuto come nave fantasma.

Una nave fantasma è una nave senza equipaggio. Il termine si usa anche per alludere ad una vera nave avvistata come un'apparizione improvvisa e subito svanita.

## Storia
Forse il caso documentato più famoso di una vera nave fantasma è quello della Mary Celeste, trovata abbandonata tra il Portogallo e l'arcipelago delle Isole Azzorre nel 1872. Dell'equipaggio non fu trovata traccia, come se fosse scomparso misteriosamente da un momento all'altro.
Analogamente alla Mary Celeste, anche il brick Resolven venne ritrovato, nel 1884, mentre vagava alla deriva all'imboccatura della Trinity Bay, nella provincia canadese di Terranova. L'equipaggio e i passeggeri erano scomparsi, ma il fuoco nella cucina di bordo era ancora acceso, così come le lampade ad olio della nave.
Il 2 dicembre 1920 la nave Carrol A Deering lascia Rio de Janeiro e, dopo una breve sosta alle Barbados per le forniture, fa perdere le tracce di sé fino al 28 gennaio 1921 quando il guardiano di un faro incrocia la nave. Il 31 gennaio la nave viene trovata in secca al largo di Cape Hatteras. L'equipaggio, così come i registri di navigazione e le due scialuppe di salvataggio, era scomparso.
Nell'ottobre 1931 il piroscafo a vapore SS Baychimo, appartenente alla Compagnia della Baia di Hudson e in servizio nelle rotte artiche del nord ovest del Canada e dell'Alaska, venne abbandonato dall'equipaggio dopo essere rimasto incagliato nel ghiaccio. Invece di affondare continuò a navigare senza equipaggio per almeno 38 anni, venendo avvistato in diverse occasioni fino al 1969.
Nel febbraio 1948 la nave mercantile olandese Ourang Medan lanciò due SOS nei quali comunicava che tutto l'equipaggio era morto o moribondo. Tre ore dopo una nave riuscì a raggiungere il punto in cui si trovava il cargo olandese. Saliti a bordo gli uomini della nave trovarono tutti gli ufficiali raggruppati nella sala nautica. Erano tutti morti con gli occhi sbarrati dal terrore e il corpo già irrigidito dal rigor mortis. Anche i marinai vennero ritrovati morti sul ponte e persino il cane di bordo venne ritrovato morto sottocoperta. La nave venuta in soccorso tentò di trainare il cargo nel porto più vicino ma l'improvviso scoppio di un incendio portò alla distruzione dell'Ourang Medan. Nell'inchiesta che seguì il medico riferì che i marinai erano morti per cause sconosciute.
Il MV Joyita venne ritrovato nel Pacifico nel 1955. Dei 16 membri dell'equipaggio e dei 9 passeggeri non fu mai ritrovata traccia. All'interno dell'imbarcazione furono trovate solamente delle bende insanguinate. Inoltre le scialuppe di salvataggio, così come il carico della nave, erano sparite. 
Nel 2003 venne trovata alla deriva la nave High Aim 6, battente bandiera taiwanese, senza equipaggio e con la stiva piena di cibo. Dieci giorni dopo la scoperta, i soli membri dell'equipaggio di cui si erano ritrovate le tracce raccontarono che il capitano della nave era stato assassinato e che gli altri membri dell'equipaggio se ne erano tornati a casa. Nessuna spiegazione dell'accaduto o ulteriori dettagli furono mai rivelati.
Nel 2006 il Jian Seng fu ritrovato vicino alla costa dell'Australia, senza che si sapesse molto della sua origine e delle ragioni per le quali si trovasse lì.
Nell'agosto 2006 il Bel Amica fu scoperto al largo della Sardegna senza alcuna traccia dell'equipaggio. Gli uomini della guardia costiera ritrovarono cibo, artefatti egizi, mappe francesi del mare del Nord Africa e una bandiera del Lussemburgo. Le autorità scoprirono che la barca non risultava registrata presso alcun paese. Ben presto si scoprì che lo yacht apparteneva ad un uomo, originario del Lussemburgo, che non registrò mai la barca per evadere le tasse.
Il 15 aprile 2007 tre amici partirono con la loro barca per fare un giro lungo la costa dell'Australia. La loro barca fece ritorno intatta verso la barriera corallina ed ogni cosa al suo interno era perfettamente al suo posto. Dei tre uomini però non c'era alcuna traccia. Si ipotizzò che uno di loro fosse caduto in mare e gli altri due, nel soccorrerlo, fossero annegati anch'essi, ma i loro corpi non sono mai stati ritrovati.
A seguito del terremoto che ha colpito il Giappone nel marzo 2011 e del conseguente tsunami numerose imbarcazioni ormeggiate lungo le coste sono state travolte dai marosi. Una di queste, la Ryou-Un Mar, è stata scoperta alla deriva alla fine di marzo 2012 (quasi tredici mesi dopo il sisma) al largo delle coste canadesi della Columbia Britannica, a oltre 10.000 km dalle coste di provenienza. La nave era adibita alla pesca di calamari e, a un'ispezione aerea, è risultata essere priva di segni di vita. L'imbarcazione costituiva l'avanguardia di una serie di detriti galleggianti che, stimati in 25 tonnellate di materiale, raggiungeranno le coste occidentali del Nord America fino al 2014. La Ryou-Un Mar è stata affondata dalla motovedetta statunitense Anacapa giovedì 5 aprile, con l'impiego di un mitragliatore da 25 mm, in quanto costituiva un potenziale pericolo per la navigazione.
Nell'ottobre 2018 la nave mercantile MV Alta, battente bandiera panamense, fu abbandonata a circa 2 200 km a sud-est delle Bermuda durante un'operazione di soccorso della Guardia costiera degli Stati Uniti.
La nave è rimasta alla deriva nell’oceano Atlantico per tutto l’anno successivo, andando infine ad incagliarsi sulla costa irlandese vicino a Ballycotton, presso Cork nel febbraio 2020.

## Nelle opere di fantasia

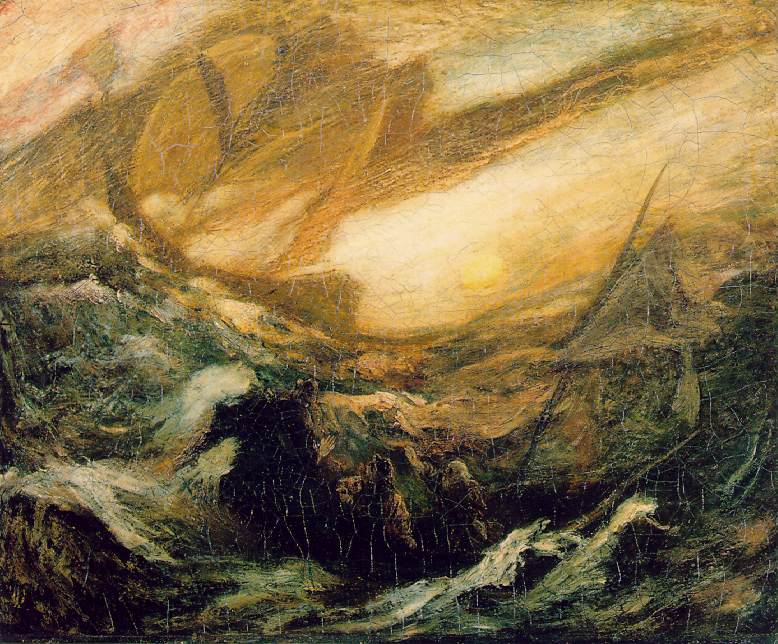
LOlandese Volante, dipinto di Albert Pinkham Ryder, 1896 circa, Smithsonian American Art Museum

La nave fantasma più famosa è l'Olandese Volante, condannata a solcare i mari in eterno senza una meta precisa, e a cui un destino avverso impedisce di tornare a casa. Il nome della nave è diventato sinonimo delle apparizioni e si usa spesso come termine generico per indicare una qualunque apparizione di navi fantasma.
Nella letteratura inglese si trovano numerosi rimandi alle leggende delle navi fantasma in varie opere, tra cui La ballata del vecchio marinaio (1797-1798) di Samuel Taylor Coleridge e Rokeby (1813) di Walter Scott.